# Piazza San Carlo

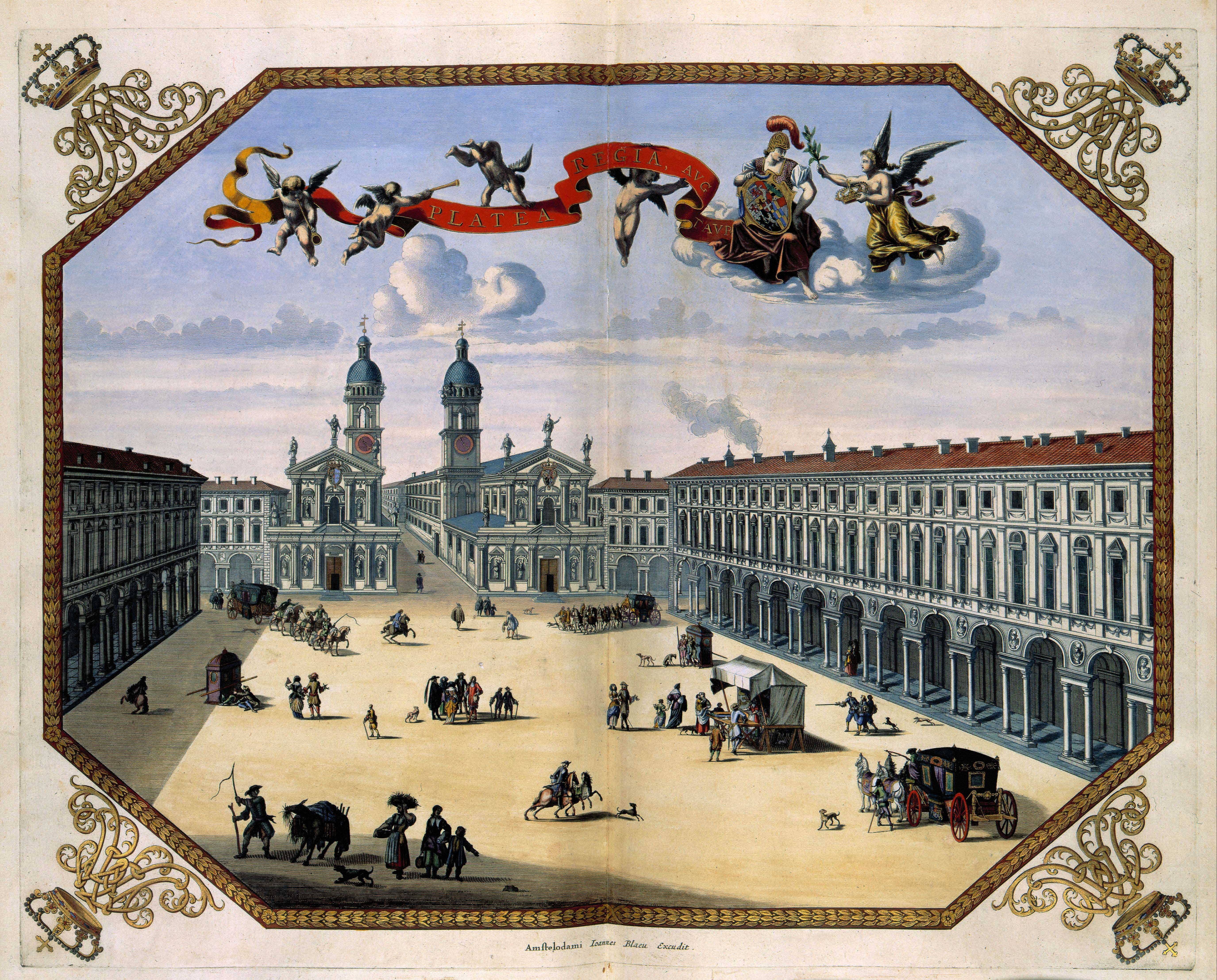
Piazza San Carlo num atlas de 1680-1690c.

A Piazza San Carlo é uma das praças mais importantes do centro histórico de Turim . Muitas vezes apelidada de "a sala de estar da cidade" pelos turinenses, está inserida no eixo viário da Via Roma , que a liga à Piazza Castello e à Piazza Carlo Felice (passando pela Piazza CLN ).
A praça está ligada à rede de transportes de autocarros e eléctricos: nas proximidades fica a paragem Arcivescovado, servida por diversas linhas (4, 11, 15, 55, 58, 58/ ) . A praça possui outros acessos ao norte (via Santa Teresa e via Maria Vittoria) e ao sul (via Giovanni Giolitti e via Vittorio Alfieri ). Também é acessível pedonalmente a partir do subsolo através das escadas que o ligam ao parque de estacionamento subterrâneo abaixo.
A praça tornou palco regular para vários eventos históricos e sociais, incluindo comícios eleitorais, concertos, eventos desportivos (como as Olimpíadas de Inverno de 2006 ou jogos da Juventus) e programas de TV ao vivo. Foi um dos locais propostos para a Vila Eurovisão no Festival Eurovisão da Canção 2022, antes que o Parco del Valentino fosse finalmente escolhido como o local para a vila. O Rockin' 1000 pré-gravou uma apresentação de "Give Peace a Chance" de John Lennon na praça para a abertura da final do Eurovisão.
Em 3 de junho de 2017, uma tentativa de assalto seguida de um grande estrondo causou pânico e uma debandada subsequente durante uma exibição da Final da Liga dos Campeões da UEFA de 2017 em Turim, matando três pessoas e ferindo pelo menos 1.672. Em 14 de maio de 2019, as vítimas foram homenageadas com uma placa na praça.